# Francisco de Paula Momblanch
Francisco de Paula Momblanch y Gonzálbez (Alcoy, 18 de octubre de 1892 - Valencia, 17 de abril de 1980) fue un escritor, historiador, abogado, periodista y publicista español.

## Biografía
Sus padres, Francisco de Paula Momblanch Gonzálbez —notario de profesión— y Desamparados Gonzálbez Bono, procedían de Muro de Alcoy (Alicante), donde cursó sus estudios de Bachillerato y Magisterio, trabajando como docente en Burriana y Benilloba. Posteriormente se instaló en Valencia, donde fue director la sucursal de Poblados Marítimos de la Caja de Ahorros de Valencia.
En su faceta periodística y política, durante la década de 1920 dirigió el semanario jaimista El Tradicionalista.
En las elecciones municipales de 1931 se presentó a concejal por la Candidatura de Concentración Monárquica y en las constituyentes de ese mismo año fue candidato a diputado por Valencia junto con los jaimistas Marqués de Villores y Rafael Díaz Aguado y Salaverri.
Durante la Segunda República fue jefe provincial de la Comunión Tradicionalista en Valencia. En 1932 llegaría a ser encarcelado por protestar contra un ultraje inferido a una efigie de la Virgen María, recibiendo por ello la felicitación del caudillo carlista Alfonso Carlos de Borbón.
Tras la Guerra Civil Española, se doctoró en Derecho por la Universidad de Valencia y ejerció de abogado, además de dedicarse a la investigación histórica. En 1949 fue nombrado Cronista Oficial e Hijo Adoptivo de Muro de Alcoy. En esta localidad existe en su honor una plaza denominada cronista Francesc de P. Momblanch, así como la biblioteca municipal, que lleva el nombre de Francesc de Paula Momblanch.

## Obras
- Influencia política de San Vicente Ferrer (1919)
- Lealtad: drama en tres actos y un prólogo (1925)
- La tradición y las guerras carlistas: Carlos V (1929)
- Exposición de Derecho Histórico del Reino de Valencia (1955)
- La segunda Germanía del Reino de Valencia (1957)
- Historia de la villa de Muro (1959)
- Historia de la Albufera de Valencia (1960)
- Cien abogados ilustres del Reino de Valencia (1961)
- El obispo inquisidor fray Juan de Ungiera (1966)
- Virgen de los Desamparados, Patrona de Muro de Alcoy (1969)
- Al-Azraq, capitán de moros (1977)